# Compsobata microfulcrum
Compsobata microfulcrum är en tvåvingeart som först beskrevs av James 1946.  Compsobata microfulcrum ingår i släktet Compsobata och familjen skridflugor.
Artens utbredningsområde är Arizona. Inga underarter finns listade i Catalogue of Life.